# معاهدة ليون (1601)

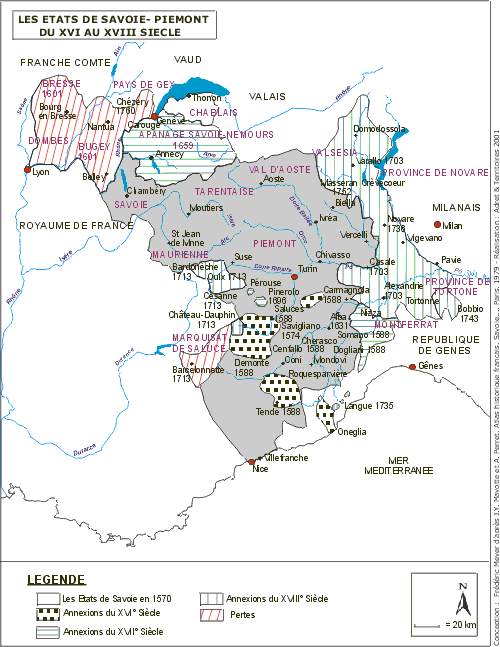
التغييرات الإقليمية في عام 1601

معاهدة ليون (بالفرنسية: Traité de Lyon (1601))‏ هي معاهدة وقعت في 17 يناير 1601 بين فرنسا وسافوي، لإنهاء الحرب الفرانكو-سفويا (1600–1601). بناءً على شروط المعاهدة، تخلى هنري الرابع ملك فرنسا عن سالوزو لسافوي، بينما احتفظت سافوي بـ«بونت دي جريسين»، وفالسيرين، وفي المقابل، استحوذ هنري على بوجي، وفالرومي، وجيكس وبريس.